# FC Dinamo City
FC Dinamo City prije Futboll Klub Dinamo Tirana albanski je nogometni klub sa sjedištem u Tirani. Trenutno se natječe u albanskoj superligi a svoje domaće utakmice igraju na stadionu Selman Stërmasi, kao i drugim stadionima u gradu. Klub je osnovan 1950. godine za vrijeme komunističkog režima, klub je povijesno povezan s Ministarstvom unutrašnjih poslova i osvojio je 18 nacionalnih prvenstava.

## Povijest
Klub je službeno osnovalo 3. ožujka 1950. Ministarstvo unutrašnjih poslova Albanije tijekom komunističkog režima pod kontrolom Envera Hoxhe.

## Klupski uspjesi
Albanska Superliga:
- Prvak (18): 1950., 1951., 1952., 1953., 1955., 1956., 1960., 1966./67., 1972./73., 1974./75., 1975./76., 1976./77., 1979./80., 1985./86., 1989./90., 2001./02., 2007./08., 2009./10.
- Drugi (9): 1954., 1957., 1961., 1962./63., 1963./64., 1970./71., 1980./81., 1984./85., 2003./04.

Albanski nogometni kup:
- Prvak (13): 1950., 1951., 1952., 1953., 1954., 1960., 1970./71., 1973./74., 1977./78., 1981./82., 1988./89., 1989./90., 2002./03.
- Finalist (6): 1972./73., 1976./77., 1978./79., 1981./82., 2001./02., 2003./04.

Albanski nogometni superkup:
- Prvak (2): 1989., 2008.
- Drugi (4): 1990., 2002., 2003., 2010.